# ويس هودجز
ويس هودجز (بالإنجليزية: Wes Hodges)‏ هو لاعب كرة قاعدة أمريكي، ولد في 14 سبتمبر 1984 في تشاتانوغا في الولايات المتحدة.

## وصلات خارجية
- ويس هودجز على موقعبيزبول رفرنس.كوم (الدوري الثانوي) (الإنجليزية)